# Planckov čas
Planckov čas (oznaka {\displaystyle t_{\rm {P}}\,}) je naravna enota za čas, ki meri 5,39124 ×10−44 s . Je ena izmed osnovnih enot v Planckovem sistemu enot (ostale so še Planckova dolžina, Planckov naboj, Planckova temperatura in Planckova masa).
Planckov čas določimo na naslednji način:
{\displaystyle t_{\rm {P}}={\sqrt {\frac {\hbar \kappa }{c^{5}}}}\approx 5,39124(27)\cdot 10^{-44}{\mbox{ s}}} 
kjer je 
- {\displaystyle \kappa \,} gravitacijska konstanta,
- reducirana Planckova konstanta (h/2π, oznaka {\displaystyle \hbar }),
- {\displaystyle c\,} hitrost svetlobe.

Planckov čas je tudi čas, v katerem svetloba prepotuje pot 1 Planckove dolžine.
Je najmanjši del časa, ki ga še lahko zaznamo. Dva dogodka, ki se zgodita v času, ki je krajši kot Planckov čas, se obravnavata kot istočasna .
Posebno vlogo igra Planckov čas v teoriji prapoka. Pred časom 10-44 po prapoku ne moremo predvidevati nobenih dogodkov. Zgodovina Vesolja se je pričela ob času 10-44 po prapoku.